# Xaiva mcleayi
Xaiva mcleayi is een krabbensoort uit de familie van de Portunidae. De wetenschappelijke naam van de soort is voor het eerst geldig gepubliceerd in 1947 door Barnard.